# Duo Alterno
Il Duo Alterno è un gruppo musicale italiano di Torino attivo nel campo della musica contemporanea. È formato dal soprano Tiziana Scandaletti e dal compositore e pianista Riccardo Piacentini.

## Storia del gruppo
Il duo ha esordito nel febbraio 1997 al Festival of Italian Contemporary Music di Vancouver, dove ha tenuto concerti e master-class per la University of British Columbia, la Simon Fraser University e la Vancouver Academy of Music. Da allora la sua attività si è sviluppata in oltre cinquanta Paesi attraverso concerti, masterclass universitarie e ventuno realizzazioni discografiche di cui la maggior parte pubblicate dalle etichette Nuova Era e Stradivarius.
Tra le pubblicazioni figurano monografie dedicate a Giorgio Federico Ghedini, Alfredo Casella, Franco Alfano e Francesco Paolo Tosti. In sei volumi la collana antologica "La voce contemporanea in Italia" pubblicata da Stradivarius tra il 2004 e il 2014.

## Discografia
- 1999 - Giacomo Manzoni. Du Dunkelheit (Curci E. 11326 C.)
- 1999 - Musiche dell'aurora (Fondazione Italiana per la Fotografia - Rive-Gauche Concerti RG 00005)
- 1999 - Shahar (Curci E. 11351 C.)
- 2000 - Giorgio Federico Ghedini. Musica sacra (Nuova Era CD 7354)
- 2001 - Arie condizionate (Fondazione Italiana per la Fotografia - Rive-Gauche Concerti RG 00009)
- 2001 - Giorgio Federico Ghedini. Canti e strambotti (Nuova Era CD 7365)
- 2002 - Alfredo Casella. Liriche (Nuova Era CD 7371)
- 2003 - Treni persi (Provincia di Torino - Rive-Gauche Concerti RG 00012)
- 2004 - Franco Alfano. Liriche da Tagore (Nuova Era CD 7388)
- 2004 - Mina miniera mia (Provincia di Torino - Rive-Gauche Concerti RG 00014)
- 2004 - Musiche della Reggia di Venaria Reale (Regione Piemonte - Rive-Gauche Concerti RG 00015)
- 2005 - La voce contemporanea in Italia - vol. 1 (Stradivarius STR 33708)
- 2006 - La voce contemporanea in Italia - vol. 2 (Stradivarius STR 33743)
- 2007 - La voce contemporanea in Italia - vol. 3 (Stradivarius STR 33769)
- 2007 - Italienischer Gesangsabend mit dem Duo Alterno (Steirischer Tonkünstler Bund STB 07/07)
- 2009 - La voce contemporanea in Italia - vol. 4 (Stradivarius STR 33833)
- 2010 - La voce crepuscolare - Notturni e Serenate del '900 (Stradivarius STR 33839)
- 2011 - La voce contemporanea in Italia - vol. 5 (Stradivarius STR 33895)
- 2013 - La voce contemporanea in Italia - vol. 6 (Stradivarius STR 33976)
- 2016 - Turin-Event mit Duo Alterno (Steirischer Tonkünstler Bund STB 17/02)
- 2017 - Tosti 1916: the last Songs on original Erard piano 1904 (Urania Records LDV 14033)

## Tournée all'estero
Algeria (2016, 2019), Argentina (1998, 2004, 2019),
Australia (2004, 2008, 2010),
Austria (2009, 2014, 2016), 
Azerbaijan (2014, 2015),
Belgio (2002, 2005, 2023),
Brasile (2012, 2016),
Canada (1997, 2003, 2008, 2009, 2013, 2014, 2018),
Cina (2002, 2007, 2008, 2010, 2015, 2023, 2024),
Corea (2001),
Croazia (2015),
Danimarca (1999, 2008, 2016, 2021), Estonia (2019), 
Etiopia (2010),
Finlandia (1998, 1999, 2010, 2015, 2019),
Francia (2001, 2010, 2015, 2022),
Germania (2007, 2008, 2009, 2012, 2013, 2016, 2017, 2018, 2021, 2023),
Giappone (2006, 2007, 2016),
Guatemala (2016, 2019),
Hong Kong (2011, 2015, 2016),
Kazakhstan (2001),
India (2004),
Indonesia (2001, 2004, 2015),
Lettonia (2009),
Lituania (2009, 2024),
Lussemburgo (2022), 
Macedonia (2003), Malesia (2018), 
Malta (2011),
Messico (2019, 2023), 
Mongolia (2007, 2010), 
Myanmar (2018), 
Norvegia (1999, 2002), 
Paesi Bassi (2005, 2014),
Perù (2012),
Polonia (2010, 2012),
Regno Unito (2001, 2013),
Repubblica Ceca (2009, 2010, 2012, 2013),
Russia (2005, 2009, 2014),
Serbia (2008, 2010, 2012),
Singapore (2001, 2002, 2003, 2010, 2015),
Slovacchia (2015),
Spagna (2011, 2012, 2022, 2023),
Stati Uniti (2000, 2003, 2005, 2006, 2007, 2008, 2009, 2010, 2012, 2013, 2014, 2018),
Svezia (1999, 2008, 2015, 2019),
Svizzera (2013, 2024),
Thailandia (2015),
Turchia (2005, 2016),
Ucraina (2009),
Ungheria (2011, 2014),
Uzbekistan (1998, 1999),
Venezuela (2012, 2016).